# Meinertellidae
Los meinertélidos (Meinertellidae) son una pequeña familia basal de insectos pertenecientes al orden Archaeognatha. Estos insectos pueden distinguirse de los miembros de la otra familia de Archaeognatha existente, Machilidae, por la ausencia de escamas en la base de las patas y antenas.